# 因克爾曼洞穴修道院

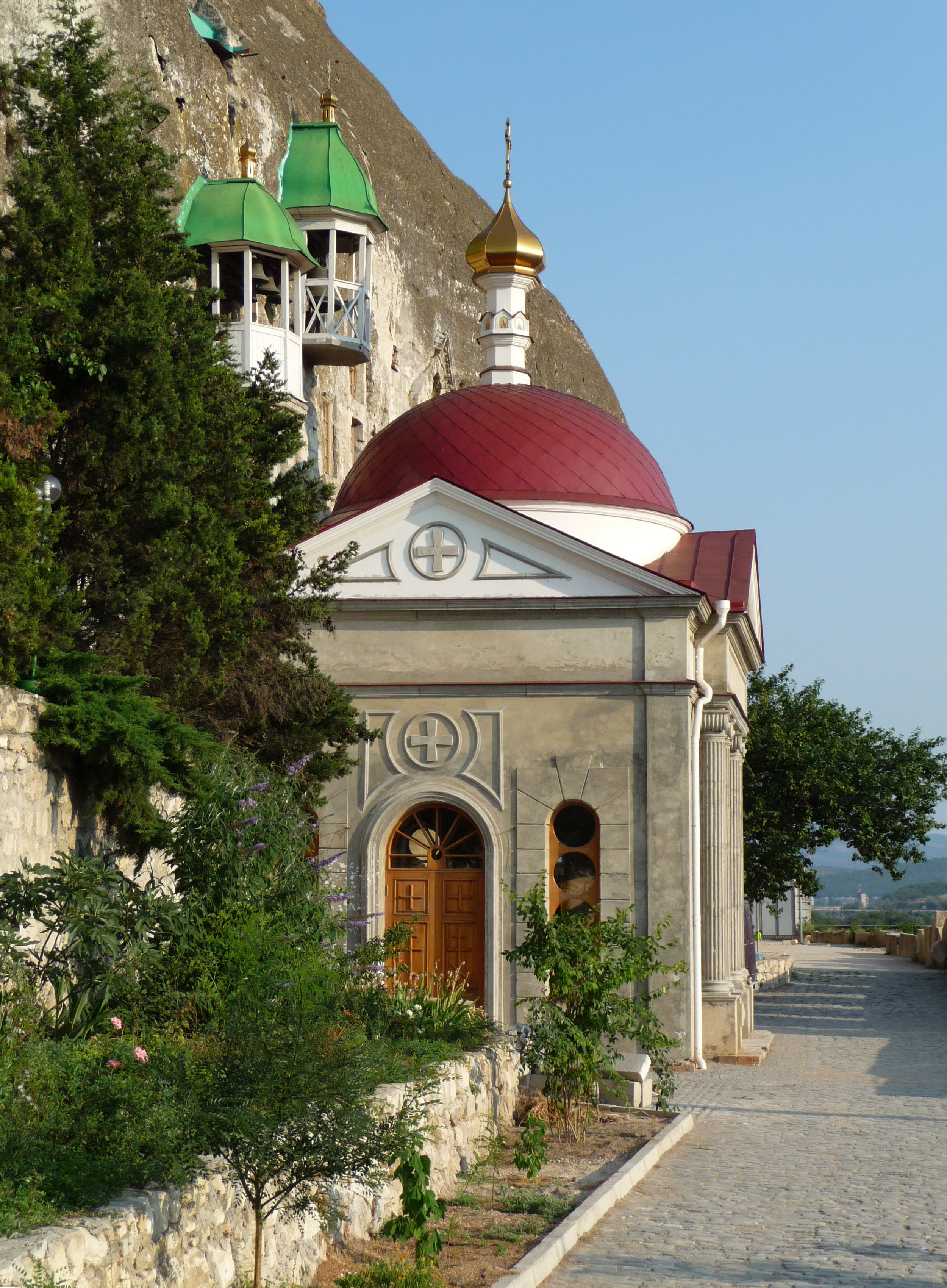
聖克肋孟因克爾曼洞穴修道院

聖克肋孟因克爾曼洞穴修道院（俄语：Инкерманский Свято-Климентовский пещерный мужской монастырь）是一座位于克里米亚因克爾曼的修道院，坐落在一个悬崖上。它建造于1850年，位于中世纪拜占庭修道院的原址上，克肋孟一世的遗物曾经安放在这里，后被西里尔搬至圣格肋孟圣殿。早期基督教将遗物放置在洞穴中，只有在其逝世的纪念日才可以参观。鲁不鲁乞称这座修道院“由天使之手建造”（built by the hands of angels）。